# Michel Cornelisse
Michel Cornelisse, né le 24 décembre 1965 à Amsterdam, est un coureur cycliste néerlandais. Professionnel de 1987 à 2000, il a notamment remporté le Tour de Luxembourg en 1989. Il a été directeur sportif de l'équipe Corendon-Circus.

## Palmarès

### Palmarès amateur
- 1985
  - Gand-Staden
  - 1re étape du Circuit des Mines[1]
  - 2e du Ronde van Zuid-Holland
  - 2e du Circuit de Campine
  - 3e du Tour de Drenthe
- 1986
  - 5ea étape du Tour de la province de Liège
  - 1re étape du Tour des vallées minières
  - 2e du Tour de Drenthe
- 1987
  - Ster van Zwolle

### Palmarès professionnel
- 1988
  - Circuit des Ardennes flamandes - Ichtegem
  - 2e du Grand Prix de clôture
- 1989
  - Classement général du Tour de Luxembourg
  - 2e du Grand Prix de Hannut
- 1990
  - 2e des Trois villes sœurs
- 1991
  - Grand Prix du 1er mai
  - Grand Prix Betekom
  - 2e de la Flèche hesbignonne
  - 3e du Grand Prix Raymond Impanis
- 1992
  - 7e étape du Tour de Suède
  - 4e étape du Tour méditerranéen
  - Flèche côtière
  - Ruddervoorde Koerse
  - Grand Prix de Hannut
  - Grand Prix Betekom
  - 2e du Grand Prix de clôture
  - 3e du Grand Prix de l'Escaut
- 1993
  - Nokere Koerse
  - Ster van Zwolle
  - Flèche côtière
  - Gullegem Koerse
  - 2e du Circuit des Ardennes flamandes - Ichtegem
- 1994
  - 2e de la Nokere Koerse
  - 2e du Circuit du Houtland
- 1995
  - 3e du Circuit du Houtland
- 1996
  - Grand Prix du 1er mai
  - 4e étape du Tour d'Autriche
  - Gullegem Koerse
  - 2e du Grand Prix de Denain
  - 3e de la Nokere Koerse
- 1997
  - 1re et 2e étapes du Teleflex Tour
- 1998
  - 3e de la Flèche hesbignonne